# Quercus pannosa
Quercus pannosa là một loài thực vật có hoa trong họ Cử. Loài này được Hand.-Mazz. miêu tả khoa học đầu tiên năm 1929.